# Bertha Porter
Bertha Porter (* 1852 in London; † 17. Januar 1941 in Oxford) war eine britische Ägyptologin und Bibliografin. Gemeinsam mit Rosalind Moss begründete sie die Topographical Bibliography of Ancient Egyptian Hieroglyphic Texts, Reliefs, and Paintings (Kurztitel: Porter & Moss bzw. PM), eines der wichtigsten Nachschlagewerke der Ägyptologie.

## Leben
Bertha Porter war die Tochter des Architekten Frederick William Porter (1821–1901) und dessen Ehefrau. Ihr jüngerer Bruder Horatio Porter (1861–1918) arbeitete ebenfalls als Architekt. Bertha Porter erhielt ihre Schulbildung am Bedford College. Sie zeigte großes Interesse an Literatur und Psychologie, spezialisierte sich aber schließlich auf ersteres. In den 1880er und 1890er Jahren verfasste sie zahlreiche Einträge für das Dictionary of National Biography. Nach der Jahrhundertwende wurde sie von Francis Llewellyn Griffith engagiert, um die Topographical Bibliography of Ancient Egyptian Hieroglyphic Texts, Reliefs, and Paintings zu erarbeiten – ein Werk, das alle bekannten, mit hieroglyphischen Inschriften versehenen Monumente und Objekte des Alten Ägypten und vollständige Bibliografien zu diesen enthalten sollte. Als Vorbereitung für diese Arbeit studierte sie die hieroglyphische Schrift, zunächst bei Griffith in London und später auch bei Kurt Sethe in Göttingen. 1924 erhielt sie Unterstützung durch Rosalind Moss, eine weitere Schülerin von Griffith. Nach mehr als 20 Jahren Arbeit erschien 1927 mit The Theban Necropolis (Die thebanische Nekropole) der erste Band der Bibliografie. 1929 ging Porter in den Ruhestand und Moss setzte ihre Arbeit nun mit Unterstützung von Ethel Burney fort. Bis 1939 erschienen fünf weitere Bände. 1941 starb Bertha Porter. Der bereits begonnene siebente Band der Bibliografie erschien erst elf Jahre nach ihrem Tod.

## Schriften
- mit Rosalind Moss: Topographical Bibliography of Ancient Egyptian Hieroglyphic Texts, Reliefs and Paintings.
  - Volume I. The Theban Necropolis. (1927)
  - Volume II. Theban Temples. (1929)
  - Volume III. Memphis (Abu Rawash to Dahshur). (1931)
  - Volume IV.  Lower and Middle Egypt. (1934)
  - Volume V.  Upper Egypt: Sites. (1939)
  - Volume VI.  Upper Egypt: Chief Temples (excluding Thebes). (1939)
  - Volume VII.  Nubia, the Deserts, and Outside Egypt. (1952)